# So Ji-sub
So Ji-sub (hangul: 소지섭; rr: So Ji-seop; nascido em 4 de novembro de 1977) é um ator e rapper sul coreano. Após fazer sua estreia na indústria do entretenimento como modelo, ele tornou-se conhecido por seus papéis principais nas séries televisivas I'm Sorry, I Love You (2004), Cain and Abel (2009), Phantom (2012), Master's Sun (2013) e Oh My Venus (2015–2016), assim como seu papel no filme Rough Cut (2008). So também já gravou diversos EPs de hip-hop.

## Filmografia

### Filmes
| Ano  | Título                          | Papel                      |
| ---- | ------------------------------- | -------------------------- |
| 2002 | Can't Live Without Robbery      | Choi Kang-jo               |
| 2008 | Kitaro and the Millennium Curse | Yaksha                     |
| 2008 | Rough Cut                       | Gang-pae                   |
| 2008 | U-Turn (curta metragem)         | Ji-sub                     |
| 2009 | Sophie's Revenge                | Jeff                       |
| 2011 | Always                          | Jang Cheol-min             |
| 2012 | A Company Man                   | Ji Hyeong-do               |
| 2015 | The Throne                      | Rei Jeongjo (participação) |
| 2017 | The Battleship Island           | Choi Chil-sung             |
| 2018 | Be with You                     | Woo-jin                    |

### Televisão
| Ano       | Título                                                                   | Papel                                                                  | Emissora |
| --------- | ------------------------------------------------------------------------ | ---------------------------------------------------------------------- | -------- |
| 1996      | Three Guys and Three Girls                                               | Kim Chul-soo                                                           | MBC      |
| 1997      | Model                                                                    | Song Kyung-chul                                                        | SBS      |
| 1998      | MBC Best Theater episódio 316: "What You Cherish Can Never Be Forgotten" | Dong-woo                                                               | MBC      |
| 1998      | I Hate You, But It's Fine                                                | Chul-min                                                               | SBS      |
| 2000      | Love Story episódio 6: "Miss Hip-hop & Mr. Rock"                         | Oh Chul-soo                                                            | SBS      |
| 2000      | MBC Best Theater episódio 389: "Have You Ever Said 'I Love You'?"        | Kyung-min                                                              | MBC      |
| 2000      | Wang Rung's Land                                                         | Park Min-ho                                                            | SBS      |
| 2000      | Because of You                                                           | Yoon Min-ki                                                            | MBC      |
| 2000      | Joa, Joa                                                                 | Park Ji-sub                                                            | SBS      |
| 2000      | Cheers for the Women                                                     | Hwang Joon-won                                                         | SBS      |
| 2001      | Long Way                                                                 | Ki-hyun                                                                | SBS      |
| 2001      | Delicious Proposal                                                       | Jang Hee-moon                                                          | MBC      |
| 2001      | Law Firm                                                                 | Choi Jang-goon                                                         | SBS      |
| 2002      | We Are Dating Now                                                        | Choi Kyo-in                                                            | SBS      |
| 2002      | Glass Slippers                                                           | Park Chul-woong                                                        | SBS      |
| 2003      | Thousand Years of Love                                                   | General Guishil Ari / Kang In-chul                                     | SBS      |
| 2004      | Something Happened in Bali                                               | Kang In-wook                                                           | SBS      |
| 2004      | I'm Sorry, I Love You                                                    | Cha Moo-hyuk                                                           | KBS2     |
| 2009      | Cain and Abel                                                            | Lee Cho-in / Oh Kang-ho                                                | SBS      |
| 2009      | I am Ghost                                                               | Fantasma                                                               | BeeTV    |
| 2010      | Road No. 1                                                               | Lee Jang-woo                                                           | MBC      |
| 2012      | Phantom                                                                  | Kim Woo-hyun / Park Gi-young                                           | SBS      |
| 2013      | Master's Sun                                                             | Joo Joong-won                                                          | SBS      |
| 2014–2015 | One Sunny Day                                                            | Kim Ji-ho                                                              | Line TV  |
| 2015      | Warm and Cozy                                                            | proprietário do restaurante na ilha de Jeju (participação, episódio 1) | MBC      |
| 2015–2016 | Oh My Venus                                                              | Kim Young-ho / John Kim                                                | KBS2     |
| 2018      | My Secret Terrius                                                        | Kim Bon                                                                | MBC      |

### Programas de variedades
| Ano       | Título                                   | Emissora | Notas                              |
| --------- | ---------------------------------------- | -------- | ---------------------------------- |
| 1997      | 결정 인기가요43                          | KMTV     | MC                                 |
| 1999      | Declaration of Freedom Today is Saturday | KBS      | MC                                 |
| 1999-2000 | Music Camp                               | MBC      | MC, co-apresentador com Chae Rim   |
| 2018      | Little Cabin in the Woods                | tvN      | membro de elenco com Park Shin-hye |

### Aparições em vídeos musicais
| Ano  | Canção título        | Artista                            |
| ---- | -------------------- | ---------------------------------- |
| 1997 | "Goodbye Yesterday"  | Turbo                              |
| 1999 | "For You"            | Ryu Chan                           |
| 2001 | "The End"            | Lee Hyun-woo                       |
| 2001 | "Beautiful Days"     | Jang Hye-jin                       |
| 2005 | "Mr. Flower"         | Jo Sung-mo                         |
| 2008 | "Lonely Life"        | G                                  |
| 2010 | "Smiling Goodbye"    | Soya n Sun                         |
| 2011 | "Pick Up Line"       | So Ji-sub feat. Shi Jin            |
| 2011 | "Take"               | Seo In-guk                         |
| 2012 | "Some Kind of Story" | So Ji-sub feat. Huh Gak and Mellow |
| 2013 | "Picnic"             | So Ji-sub feat. Younha             |
| 2013 | "6PM...Ground"       | So Ji-sub feat. Mellow             |
| 2014 | "18 Years"           | So Ji-sub feat. Satbyeol           |
| 2014 | "Boy Go"             | So Ji-sub feat. Soul Dive          |